# Crocidura baluensis
Crocidura baluensis, musaraña de Kinabalu, es  una especie de mamífero soricomorfo de la familia Soricidae, endémica de la isla de Borneo.
Sólo se ha encontrado en el monte Kinabalu, en la región de Sabah(Malasia). Su hábitat son los bosques de montaña, entre los 1600 y 3700 m de altitud. Se adapta bien a las condiciones de degradación de su hábitat, pudiendo aparecer también en zonas de matorral.
No hay grandes amenazas para esta especie, puesto que se encuentra en un territorio protegido y tolera la perturbación de su hábitat, aunque ha sido clasificada en la Lista Roja de la UICN como «vulnerable» debido a la localización tan restringida de su distribución geográfica.